# Sean Gullette
Sean Gullette (Boston, 4 de junio de 1968) es un actor, guionista y productor estadounidense.
Se graduó en la escuela secundaria Newton North High School. Estudió en la Universidad de Harvard donde dirigió un corto que fue finalista en los National Student Academy Awards. 
Es conocido por Pi, fe en el caos, Traitors, Blue Ridge, Supermarket Sweep (C), Zanj Revolution, Happy Accidents y Rock the Casbah
Desde el 2005 vive en Tánger con su esposa, la fotógrafa Yto Barrada, con quien tuvo una hija en 2006.

## Filmografía

### Como actor
- Supermarket Sweep, de Darren Aronofsky - corto (1991)
- Joe's Day, de Nicole Zaray - corto (1998)
- Pi (película), de Darren Aronofsky (1998)
- Happy Accidents, de Brad Anderson (2000)
- Requiem for a Dream, de Darren Aronofsky (2000)
- Bed, de Johanna Lee - corto (2000)
- Artifacts, de Jon Zeiderman (2001)
- Die 8. Todsünde: Das Toskana-Karussell, de Peter Patzak (2002)
- The Day I Became a Man, de Terry Rietta - corto (2003)
- The Undeserved, de The Undeserved (2004)
- The Golddigger's Rush, de Lucas Peltonen - corto (2004)
- It's Cheaper to Kippah, de Brian Ash - corto (2005)
- Voodoo Doll, de Roberto Minervini - corto (2005)
- Stolen Lives, de Paul Jarrett - corto (2005)
- V.O., de Peter Bolte - corto (2005)
- A Year and a Day, de Robert Lane (2005)
- Still Life, de Lucas Q. Carter (2006)
- The Situation, de Philip Haas (2006)
- The Discipline of D.E., de Adam Hall - corto (2006)
- Die zwei Leben des Daniel Shore, de Michael Dreher (2009)

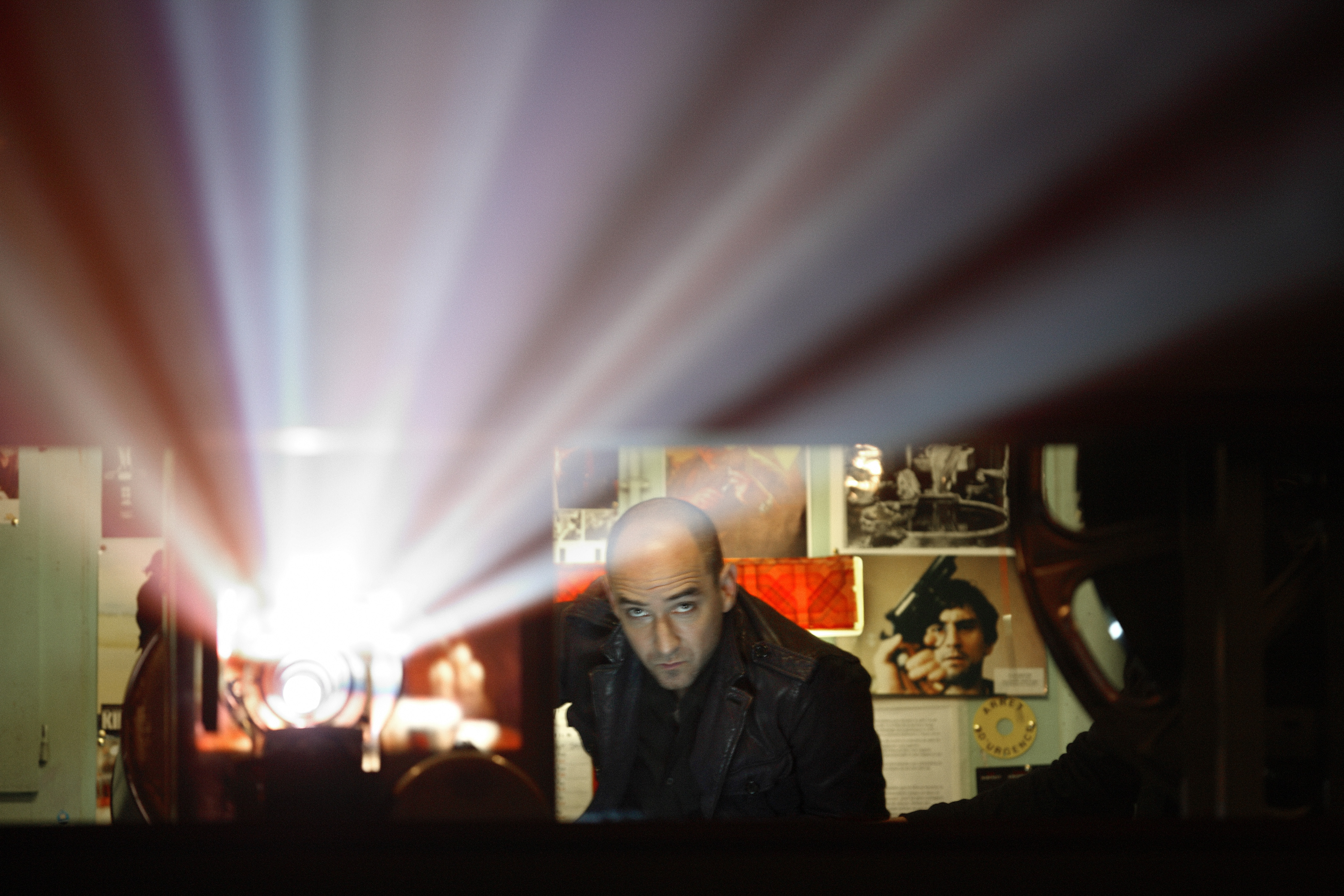
Sean Gullette, 2007.

### Como guionista
- Pi (película) (π), de Darren Aronofsky (1998)
- New York Stories, de Steven Sebring - corto (2003)
- Thanksgiving, de Tom Donahue - corto (2004)

### Como productor
- Joe's Day, de Nicole Zaray - corto (1998)
- Thanksgiving, de Tom Donahue - corto (2004)
- The 8, de AA. VV. - corto (2009)